# Guzsik Ödön
Guzsik Ödön (Budapest, 1902. május 21. – Budapest, 1954. augusztus 30.) festőművész.

## Pályafutása
Guzsik János légszeszszerelő és Balogh Mária fiaként született. A budapesti képzőművészeti főiskolán Rudnay Gyula tanítványa volt, közvetlen szemléletű tájképekkel tűnt fel. 1927-ben gyűjteményes kiállítása volt a Nemzeti Szalonban. 1933-tól műveivel szerepelt a Műcsarnok csoportos tárlatain. 1934-ben Tél a hegyekben és Sashegy út c. képeit az állam vásárolta meg. Felesége Greineker Margit volt, akivel 1925-ben kötött házasságot Budapesten.